# Damias punctata
Damias punctata là một loài bướm đêm thuộc phân họ Arctiinae, họ Erebidae.